# Siège de Paris (451)
 (avril 2025).
Si vous disposez d'ouvrages ou d'articles de référence ou si vous connaissez des sites web de qualité traitant du thème abordé ici, merci de compléter l'article en donnant les références utiles à sa vérifiabilité et en les liant à la section « Notes et références ».
Batailles
- Pollentia (402)
- Vérone (403)
- Fiesole (405/406)
- Passage du Rhin (406)
- Mayence (406)
- Rome (410)
- Carthage (439)
- Champs Catalauniques (451)
- Rome (455)
- Sinuessa (458)
- Carthagène (460)
- Orléans (463)
- Cap Bon (468)

Le siège de Paris en 451, également connu sous le nom de « siège des Huns », fut un événement historique majeur qui eut lieu pendant les dernières années de l'Empire romain d'Occident. Ce siège a été déclenché par l'invasion des Huns, un peuple nomade originaire d'Asie centrale, dirigé par leur chef Attila.

## Contexte historique
À cette époque, l'Empire romain était en déclin, affaibli par des guerres internes, des problèmes économiques et des divisions politiques. Les Huns, sous la direction d'Attila, avaient conquis une grande partie de l'Europe de l'Est et étaient devenus une force à craindre. En 451, ils dirigèrent leur attention vers l'empire romain d'Occident.

## Déroulement
Le siège de Paris commença lorsque les Huns, accompagnés de leurs alliés germaniques, avancèrent vers la ville. Paris, à l'époque, était une ville fortifiée située sur l'île de la Cité, entourée par la Seine. Les habitants de la ville, dirigés par leur évêque et sainte Geneviève, se préparèrent à défendre leur ville contre l'invasion.
Pendant plusieurs semaines, les Huns assiégèrent la ville. Les habitants de Paris firent preuve d'une résistance farouche, utilisant leurs fortifications et leur connaissance du terrain pour entraver les assaillants. Sainte Geneviève joua un rôle crucial en encourageant la population à rester forte et à ne pas céder à la peur.
Cependant, les approvisionnements dans la ville commencèrent à s'épuiser. Les habitants subirent la faim et la maladie, et les Huns continuèrent à exercer une pression constante sur les murs de la ville. Finalement, devant l'ampleur de la situation et peut-être influencé par des facteurs extérieurs, Attila décida de lever le siège de Paris.
Les raisons exactes de la levée du siège restent en grande partie spéculatives. Certains historiens suggèrent que les Huns ont été contraints de se retirer en raison de conflits en d'autres endroits de leur empire. D'autres avancent l'hypothèse que des négociations diplomatiques ou des paiements de tributs pourraient avoir joué un rôle dans la décision d'Attila.
Quelle que soit la cause, le siège de Paris a eu un impact durable sur l'histoire de la région. Il a mis en évidence la vulnérabilité de l'Empire romain face aux invasions barbares et a marqué le début d'une période tumultueuse de l'histoire européenne. Peu de temps après le siège, l'Empire romain d'Occident continuait de se désintégrer, et les Huns continuèrent à exercer leur influence sur la région jusqu'à ce qu'ils soient finalement repoussés.
Le siège de Paris en 451 représente un moment crucial dans l'histoire de l'Empire romain d'Occident et de l'Europe en général. Il met en lumière les défis auxquels les Romains étaient confrontés à l'époque et les conséquences des invasions barbares sur la chute de l'empire.